# 一明
一明（いちめい、生没年不詳）とは江戸時代末期から明治時代にかけての浮世絵師。

## 来歴
一明、昇山と号して幕末明治期に3代目堤等琳風の錦絵を描いている。短冊判の錦絵「金魚の図」1点が知られる。『浮世絵事典』によると昇山と号した絵師には2代目葛飾戴斗がいるが、同一人物かは未詳である。